# Stari Most
Stari Most (în bosniacă Stari most, tradus în română: „Podul Vechi”) este un pod construit în secolul al XVI-lea în Mostar, Bosnia și Herțegovina, care traversează râul Neretva și leagă cele două părți ale orașului. 
Podul a fost proiectat de arhitectul otoman Mimar Hajruddin, în timpul lucrărilor de fortificare a orașului Mostar care aparținea Imperiului Otoman. Podul era o minune a tehnicii vremii sale, având lungimea de 20 m și un singur arc, înalt de 29 m, realizat din zidărie de piatră. Blocurile de calcar cu granulație fină erau unite prin scoabe de fier fixate cu plumb topit. Tradiția spune că mortarul folosit a fost pregătit și cu albuș de ou, pentru a-i mări rezistența. Construcția a început în 1557 și a durat 9 ani. La capetele podului se află două turnuri, Helebija și Tara, denumite „mostari” (paznicii podului).

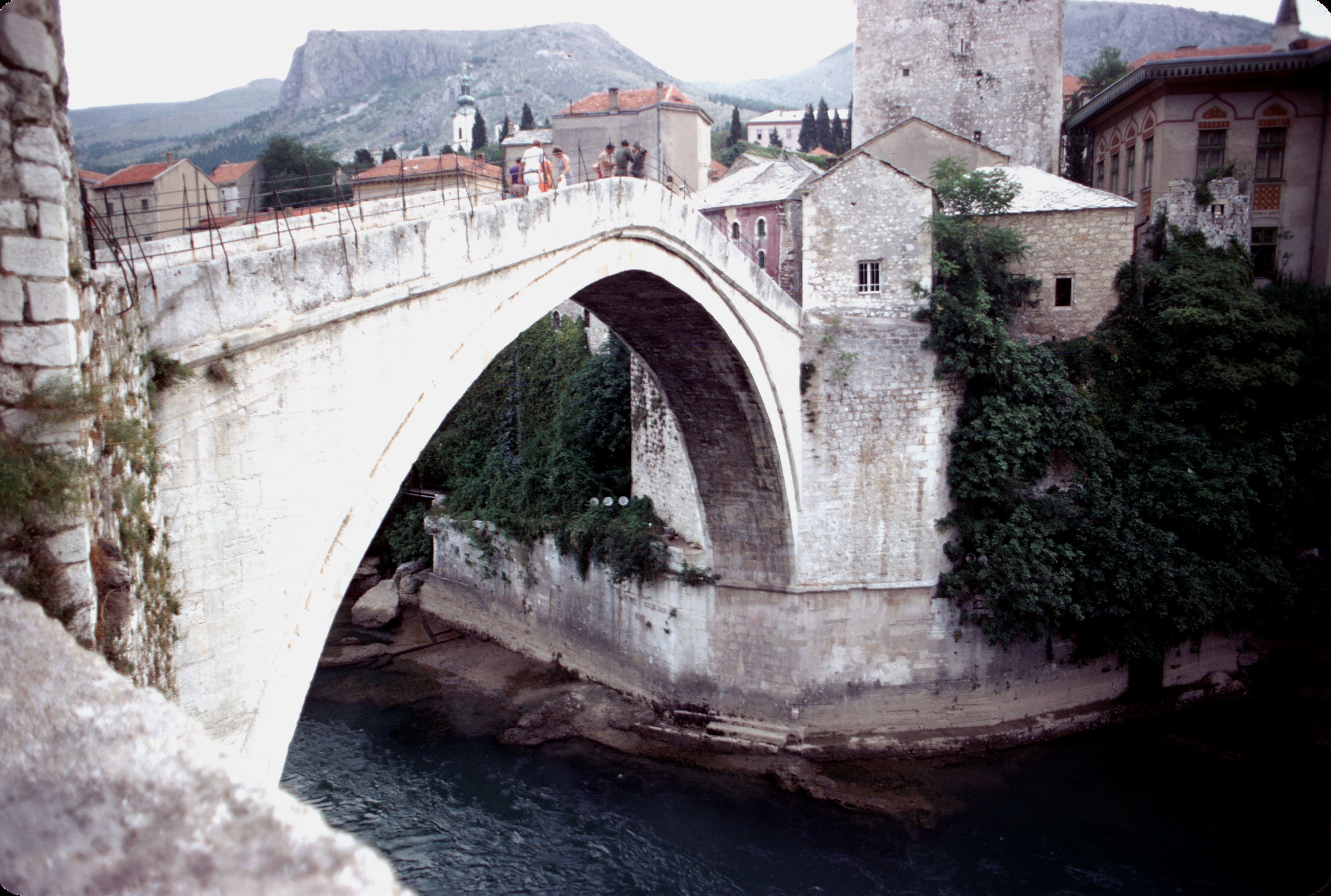
Podul original (foto 1974)

Podul distrus

Primele deteriorări ale podului, care rezistase nevătămat în ambele războaie mondiale, s-au produs în mai 1991, când artileria sârbă, comandată de Miodrag Perušić, a lovit podul în două locuri și a dărâmat clădirile aflate la capetele sale. Podul Vechi a rezistat 427 de ani, până pe 9 noiembrie 1993, când a fost distrus în timpul războiului bosniac de o serie de 60 de lovituri trase de tunurile tancurilor forțelor croate ale Republicii Croate Herțeg-Bosnia.
Zece ani mai târziu, guvernul bosniac a hotărât reconstrucția podului cât mai aproape de forma sa inițială, folosind aceleași materiale și tehnologii. O parte din piatră a fost recuperată din apele râului, restul a fost adusă de la aceeași carieră de piatră folosită și de otomani.
Podul inițial era construit din 456 de blocuri de calcar. La reconstrucție s-au utilizat 1.088 de blocuri de calcar, cioplite manual, în același fel ca și cele originale.
Lucrările au fost finalizate în 2004 și podul a fost inaugurat la 23 iulie 2004.

## Patrimoniu mondial UNESCO
Podul „Stari Most” a fost înscris în anul 2005 pe lista patrimoniului cultural mondial UNESCO.